# کوه اوکو
کوه اوکو (به لاتین: Mount Oku) یک کوه و آتشفشان در کامرون است که در Bui واقع شده‌است. کوه اوکو ۳٬۰۱۱ متر بالاتر از سطح دریا واقع شده‌است.